# Airy-0
Airy-0 é uma cratera em Marte cuja localização define a posição do meridiano primo deste planeta. Airy-0 mede aproximadamente 0.5 quilómetros de diâmetro e se situa no interior da muito maior cratera Airy, na região de Sinus Meridiani.
A cratera Airy foi nomeada em honra ao astrônomo real britânico Sir George Biddell Airy (1801-1892), que em 1850 construiu um telescópio de luneta meridiana em Greenwich. A localização desse telescópio seria posteriormente escolhida para definir a localização do meridiano primo da Terra.
A seleção desta cratera como meridiano primo de Marte foi feita por Merton Davies em 1969 baseada nas fotografias da Mariner 6 e 7.